# جون بيلو
جون بيلو (بالإنجليزية: John Bello)‏ هو عسكري أمريكي، ولد في 30 مارس 1946.